# Almudena Martínez del Junco
Almudena Marina Martínez del Junco (Jerez de la Frontera, 22 de julio de 1976) es una abogada y política española, actual presidenta de la Diputación Provincial de Cádiz desde julio de 2023.

## Biografía
Esta casada y es madre de tres hijos. Titulada en Licenciatura de Derecho por la Universidad de Cádiz desde 2003, fue concejala del ayuntamiento de su ciudad natal hasta 2023, año en que es investida presidenta de la Diputación de Cádiz con el apoyo del PP y La Linea 100x100, tras la sucesión de Juan Carlos Ruiz Boix, por el Partido Socialista Obrero Español.
En 2022 asume el cargo de tercera teniente de alcaldesa en el Ayuntamiento de Jerez de la Frontera, tras la alcaldía de María José García Pelayo, ocupando en 2021 el cargo de vicepresidencia sectorial, y en 2022 general provincial. Siendo el 14 de octubre de 2023 la secretaria general del Partido Popular para la provincia de Cádiz, cargo que ocupa tras la presidencia de Bruno García, y la concejalía del mismo partido en Jerez de la Frontera. Siendo la segunda presidenta de Diputación en asumir el cargo en Diputación, ya que la primera mujer fue Irene García.